# المرتزقة 3
المرتزقة 3  (بالإنجليزية: The Expendables 3)‏ هو فيلم أكشن أمريكي من إخراج باتريك هيوز وهو تتمة لفيلم المرتزقة 2 الذي عُرض عام 2012 والجزء الثالث في سلسلة أفلام المرتزقة. الفيلم من بطولة نخبة من ألمع النجوم في مقدمتهم سيلفستر ستالون، جيسون ستاثام، أنتونيو بانديراس، ميل غيبسون وآخرون.
عُرض الفيلم في 15 أغسطس 2014 وهو أول فيلم في سلسلة المرتزقة يحصل على تصنيف R من قبل جمعية الفيلم الأمريكي بدلاً من تصنيف PG-13.

## القصة
يذهب قائد فريق المرتزقة بارني روس سيلفستر ستالون مع فريقه المكون من لي كريسمس جيسون ستاثام، غونر جينسن دولف لندجرين وتول رود راندي كوتور لتحرير رفيقهم والعضو السابق في الفريق دكتور ديث ويسلي سنايبس من سجن عسكري أثناء نقله إليه على متن القطار، ثم يقومون بتجنيده لمساعدتهم في اعتراض شحنة من القنابل من المفترض أن يتم تسليمها إلى أحد أمراء الحرب في الصومال. عند وصولهم إلى هناك يجتمعون مع هيل قيصر تيري كروز الذي يأخذهم إلى المكان المحدد لتسليم القنابل فيندهش روس عندما يجد إن تاجر الأسلحة الذي يقوم بتوفير القنابل هو كونراد ستونبانكس ميل غيبسون وهو أحد المشاركين في تأسيس الفريق مع روس قبل أن يصبح فاسداً ويتاجر بالأسلحة وقد اعتقد روس إنه ميت حيث كان قد أطلق عليه الرصاص في الماضي. في المعركة التي تلت ذلك يضطر الفريق للتراجع لعدم قدرتهم على الصمود أمام أسلحة ستونبانكس المتطورة وأصيب قيصر بشدة في هذه المعركة.
في الولايات المتحدة، يقوم عميل وكالة المخابرات المركزية ومدير مهمات فريق المرتزقة ماكس درامر هاريسون فورد بتكليف روس لإيجاد ستونبانكس وتسلميه للمحكمة الجنائية الدولية ليحاكم بتهمة ارتكاب جرائم حرب. يلوم روس نفسه على إصابات قيصر ويقوم بتفكيك الفريق خوفاً من تعرضهم للقتل، ثم يغادر إلى لاس فيغاس ويطلب من المرتزق المتقاعد بونابرت كيلسي جرامر مساعدته في تشكيل فريق جديد من المرتزقة الشباب، ومن ضمنهم الجندي السابق في قوات مشاة بحرية الولايات المتحدة جون سمايل كيلن لوتز، حارسة الملهى الليلي لونا روندا روزي، خبير الكومبيوتر ثورن غلين باول وخبير الأسلحة مارس فيكتور أورتيز. القناص الماهر غالجو أنتونيو بانديراس دعا إلى إدراجه في الفريق ولكن روس رفض ذلك. قابل الفريق الجديد صديق روس القديم ماوزر أرنولد شوارزنيجر الذي اقتفى أثر ستونبانكس إلى رومانيا حيث من المقرر أن يعقد صفقة أسلحة هناك. روس وفريقه الجديد يتسللون إلى المبنى الذي يتم عقد اجتماع الصفقة فيه وينجحون في القبض على ستونبانكس. ولكن رجال ستونبانكس يلحقون بهم ويطلقون صاروخاً على سيارة الفريق. يُلقى روس في النهر في حين يتم أسر بقية أعضاء الفريق الجديد من قبل ستونبانكس.
يرسل ستونبانكس مقطع فيديو إلى روس ويتحداه للحاق به ويطلعه على موقعه في دولة أزمينستان. عندما يستعد روس للمواجهة وحده، يقابله غالجو ويعرض عليه خدماته مجدداً. يوافق روس هذه المرة على إعطائه الفرصة، ثم يرافقه فريق المرتزقة القديم أيضاً. يقوم الفريق بمداهمة المبنى المستهدف ويحررون أعضاء الفريق المحتجزين غير أن ستونبانكس يخبرهم بأنه زرع المكان بأكمله بالمتفجرات. ينجح ثورن بتأجيل العد التنازلي للمتفجرات عن طريق جهاز التشويش. يأمر ستونبانكس عندئذ القوات المسلحة لأزمينستان بالهجوم على المبنى بكل قوة وبكافة المعدات الحربية ومن ضمنها الدبابات والمروحيات الهجومية. يصل درامر وماوزر بمروحية من أجل مساعدة الفريق ويرافقهم عضو الفريق المتقاعد ين يانغ جت لي. يقوم الفريق الجديد والقديم بدعم بعضهم البعض للتغلب على رجال ستونبانكس. عندما تتحرك الدفعة الثانية من جيش ستونبانكس، يهبط درامر بالمروحية على سطح المبنى لالتقاط الفريق. ولكن يقوم ستونبانكس بمهاجمة روس بنفسه ويتقاتلان وجهاً لوجه. يتمكن روس أخيراً من التغلب عليه ويقتله في نفس اللحظة التي تنتهي فيها طاقة بطارية جهاز ثورن ويبدأ المبنى بأكمله بالانفجار والانهيار. يستقل أعضاء الفريق مروحية درامر ويطيرون بعيداً عن الموقع بعد أن يصل روس بالكاد إلى المروحية.
يتعافى قيصر من جروحه، ويقبل روس رسمياً كل من غالجو، سمايل، لونا، ثورن ومارس كأعضاء في الفريق. ويحتفلون جميعاً مع بعض في البار.

## طاقم الممثلين
- سيلفستر ستالون بدور بارني روس: قائد فريق المرتزقة.[7]
- جيسون ستاثام بدور لي كريسماس: خبير السكاكين في الفريق.[7]
- أنتونيو بانديراس بدور غالجو: جندي سابق في القوات المسلحة الأمريكية، مقاتل مخضرم في الحرب الكرواتية، وقناص بارع.[8]
- جت لي بدور ين يانغ: خبير في القتال وجهاً لوجه وعضو سابق في فريق المرتزقة.[9]
- ويسلي سنايبس بدور د. ديث: طبيب سابق وأحد المرتزقة الأصليين.[8]
- دولف لندجرين بدور غونر جينسن: عضو متغير في الفريق.[10]
- كيلسي جرامر بدور بونابرت: مرتزق متقاعد وحليف للفريق.
- راندي كوتور بدور تول رود: خبير الهدم والتدمير في الفريق.[10]
- تيري كروز بدور هيل قيصر: خبير الأسلحة المدفعية في الفريق.[11]
- ميل غيبسون بدور كونراد ستونبانكس: تاجر سلاح غير شرعي وفاسد عنيف شارك من قبل في تكوين فريق المرتزقة.
- هاريسون فورد بدور ماكس درامر: ضابط في السي آي آيه وطيار في فريق المرتزقة.[8]
- أرنولد شوارزنيجر بدور ترينش ماوزر: زميل بارني السابق في الفريق.[7]
- كيلن لوتز بدور جون سمايل: جندي سابق في قوات مشاة بحرية الولايات المتحدة تم تجنيده في الفريق.[12]
- روندا روزي بدور لونا: حارسة في ملهى ليلي وتم تجنيدها للعمل في الفريق من قبل بونابرت.
- غلين باول بدور ثورن: مقاتل مخضرم وهاكر.
- فيكتور أورتيز بدور مارس: قناص وجندي قاتل ولكنه يخاف من المرتفعات.[13]
- روبرت دافي بدور غوران فاتا: زعيم المافيا الألبانية.

## الإنتاج

### التطوير ومرحلة ما قبل الإنتاج
في مارس 2012 صرح كوتور إن الجزء الثالث لفيلم المرتزقة قد يبدأ إنتاجه في أواخر 2012، وذلك بعد صدور المرتزقة 2. في أبريل 2012 صرح ستيفن سيغال بأنه قد عُرض عليه دور في الجزء الثالث. في أغسطس 2012 أكد المنتج آفي ليرنير بأن نيكولاس كيج تعاقد للظهور في جزء جديد مرتقب. وقال أيضاً بأن المنتجين أرادوا إعادة بعض نجوم الأجزاء السابقة مثل ميكي رورك الذي ظهر في الجزء الأول، كما تقربوا من كلينت إيستوود لعرض دور عليه وخططوا للإتصال بهاريسون فورد والتقرب من ويسلي سنايبس بعد خروجه من السجن. أما ستالون فقد قال: "نحن نبحث عن مفاهيم جديدة، الجزء الثالث هو الأصعب ونحن نفكر بطموح حول ذلك، علينا أن نقدم شيئاً للجمهور لا يتوقعوه على الإطلاق. في أغسطس أيضاً صرح تشاك نوريس بأنه لن يعود للظهور في التكملة. في أغسطس 2012 صرح جين كلود فان دام الذي ظهر في الجزء الثاني بدور الخصم جين فيلين بأن ستالون ربما يضمه في الجزء الثالث بدور كلود فيلين وهو شقيق جين فيلين. في 31 أكتوبر 2012 تم التأكيد بأن شركتا Nu Image وMillennium Films كانتا في عملية ما قبل بيع حقوق التوزيع الدولية للفيلم. في 19 ديسمبر 2012 تم التأكيد بأن جاكي شان قد وافق على الانضمام للجزء الثالث بشرط أن يكون دوره أكثر من دور ثانوي. مع ذلك ترك شان المشروع فيما بعد بسبب تضارب المواعيد المقررة.
في مارس 2013 أكد ستالون بأنه يكتب سيناريو الجزء الثالث، وقال إنه يعتزم أن يكون الفيلم أكثر مرحاً وأن يحتوي على لحظات من الدراما. كما قال ستالون بأن سيغال لن يكون في الفيلم، وإنه يريد أن يكون هناك ممثلين شباب في العشرينات من أعمارهم ضمن طاقم التمثيل. في أبريل 2013 أعلن ستالون أن باتريك هيوز سيكون مخرج الجزء الثالث. في مايو 2013 أعلن كل من جاكي شان، ويسلي سنايبس، نيكولاس كيج وميلا جوفوفيتش بأنهم في مرحلة متقدمة من المفاوضات للانضمام إلى الفيلم. في يونيو 2013 أعلنت شركة التوزيع Lionsgate بأن الفيلم سيصدر في 15 أغسطس 2014. في يوليو 2013 تم التصريح بأن ميل غيبسون سيؤدي دور الخصم في الفيلم، وفي وقت لاحق من ذلك الشهر أكد ستالون مشاركة غيبسون في الفيلم. في يوليو أيضاً تم إضافة كل من كيلن لوتز، المقاتل المحترف فيكتور أورتيز وروندا روزي إلى طاقم التمثيل. في أغسطس 2013 تم تأكيد انضمام كل من هاريسون فورد، أنتونيو بانديراس وغلين باول إلى طاقم التمثيل، وأن بروس ويليس لن يظهر مجدداً بدور تشيرتش الذي أداه في الجزء الثاني. قيل بأن سبب عدم ظهور ويليس كان خلافاً حول المال حيث أشارت مصادر الإنتاج إلى أنه قد عُرض ثلاثة ملايين دولار على ويليس مقابل قيامه بالتمثيل لأربعة أيام في بلغاريا، ولكن ويليس طلب أربعة ملايين دولار. في سبتمبر 2013 تم الإعلان عن مفاوضات مع كيلسي جرامر من أجل الانضمام للفيلم.

### التصوير
بدأ التصوير الرئيسي في 19 أغسطس 2013 في بلغاريا وفي استديوهات Nu Boyana Film في صوفيا وانتهى في 22 أكتوبر 2013. في سبتمبر 2013 كشف طاقم العمل في مقابلة بأن ستاثام قد نجا من حادث عندما تعطلت مكابح الشاحنة التي كان يقودها ثم انقلبت على الرصيف وسقطت في البحر الأسود. في نوفمبر 2013 أكد كوتور في مقابلة بأن عمليات التصوير قد انتهت، وأن مناقشات من أجل الجزء الرابع للفيلم قد بدأت.

### التصنيف
الفيلم هو الأول في سلسلة أفلام المرتزقة الذي حصل على تصنيف PG-13 بخلاف الأجزاء السابقة التي كانت تصنيفاتها R. في مهرجان كان السينمائي 2014 أعلن ستالون بأنه كان يسعى لكي يحصل الفيلم على تصنيف PG-13 مشيراً إلى أنه كان قريباً من الحصول على تصنيف R، وصرح بأنه أراد أن يصل الفيلم الجديد إلى جمهور أوسع وأصغر سناً. في يوليو 2014 قامت نظام جمعية الفيلم الأمريكي لتقييم الأفلام بمنح تصنيف PG-13 للفيلم والوصف التالي: «عنف يتضمن معارك مسلحة كثيفة ومتواصلة ومشاهد قتالية، ومن أجل اللغة». لكن النسخة الأولى التي استلمتها نظام جمعية الفيلم الأمريكي لتقييم الأفلام حصلت على تصنيف R، وكان لا بد لها من أن تشذب لكي تحصل على التصنيف المنشود PG-13.

## الإصدار

### التسويق

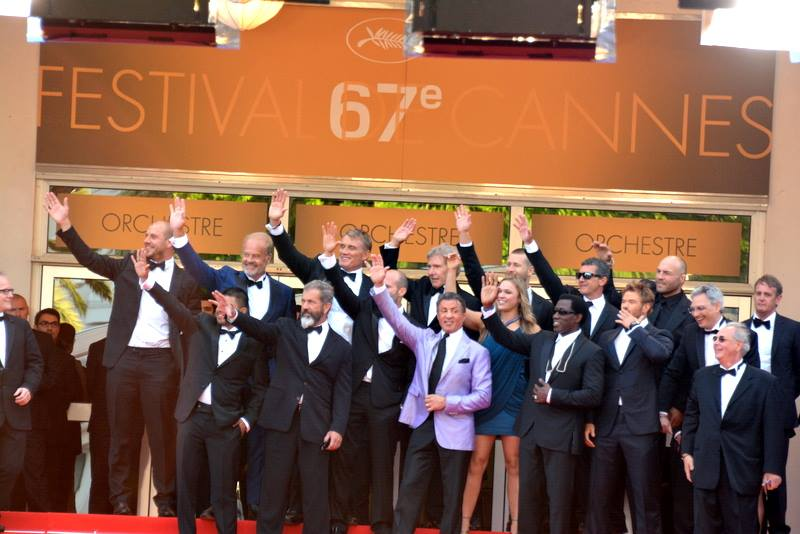
طاقم ممثلي الفيلم في مهرجان كان السينمائي 2014.

في 19 ديسمبر 2013 تم إصدار إعلان قصير للفيلم ظهر فيها طاقم الممثلين الكبير في الفيلم. في مؤتمر الرابطة الوطنية لأصحاب المسارح لعام 2014 تم عرض البوستر الرسمي للفيلم لأول مرة وكان مختلفاً عن المواد المعروضة من قبل حيث كان يضم خلفية بيضاء بدلاً من السوداء.استمر التركيز في نظام التسويق على طاقم الممثلين من أبطال الأكشن المشهورين حيث تم إصدار بوستر في أوائل أبريل ضم 16 شخصية من شخصيات الفيلم وتم توزيعها على أربعة مواقع من أجل أقصى قدر من الانتشار. بعد يوم واحد صدر الإعلان الرسمي الأول وتضمن لقطات فعلية من الفيلم. في مهرجان كان السينمائي 2014 قامت شركة Millennium Films باستضافة مناسبة خاصة في فندق كارلتون من أجل الترويج للفيلم حضرها ستالون، ستاثام، شوارزنيجر، غيبسون، فورد، سنايبس، بانديراس، لندجرين، غرامر، كوتور، لوتز، أورتيز، باول والمخرج باتريك هيوز. استمر الحدث يوماً كاملاً جاب خلالها أبطال الفيلم شارع الكروازييت المشهور في كان بالدبابات.
في 5 يونيو 2014 تم إصدار إعلان تلفزيوني جديد تضمن لقطات جديدة من الفيلم. في نفس اليوم نشر ستالون عبر حسابه على تويتر مقطع فيديو من كواليس صنع الفيلم. في 17 يونيو 2014 تم إصدار إعلان رسمي طويل ألقى الضوء على قصة الفيلم وظهر فيها لأول مرة ميل غيبسون بشخصية كونراد ستونبانكس. بعد نحو أسبوع في 23 يونيو 2014 صدر ملصق لعنوان الفيلم ضمت كل أبطال الفيلم الـ 17 باستثناء روبرت دافي. بعدها ظهرت العديد من الإعلانات التلفزيونية تزامن أحدها مع بطولة كأس العالم لكرة القدم 2014.

### القرصنة والدعوى القضائية التي تلتها
في 25 يوليو 2014 وقبل ثلاثة أسابيع من العرض الأول للفيلم، تم تحميل نسخة مسربة من الفيلم على الإنترنت بجودة دي في دي أكثر من 189 ألف مرة خلال 24 ساعة. بعد أسبوع واحد ارتفع عدد مرات تحميل النسخة المسربة حسب التقديرات إلى أكثر من مليوني مرة.
في 31 يوليو 2014 رفع استديو Lionsgate دعوى قضائية في محكمة فدرالية في كاليفورنيا ضد 10 أشخاص مجهولين بتهمة انتهاك حقوق الطبع والنشر. وأفاد الإستديو إن نسخة رقمية واحدة من الفيلم قد تم سرقتها وتحميلها على الإنترنت، وذكروا إنهم أرسلوا خطابات إلى مدراء مواقع القرصنة ولكنهم لم يتلقوا أية ردود.

## الإستقبال

### شباك التذاكر

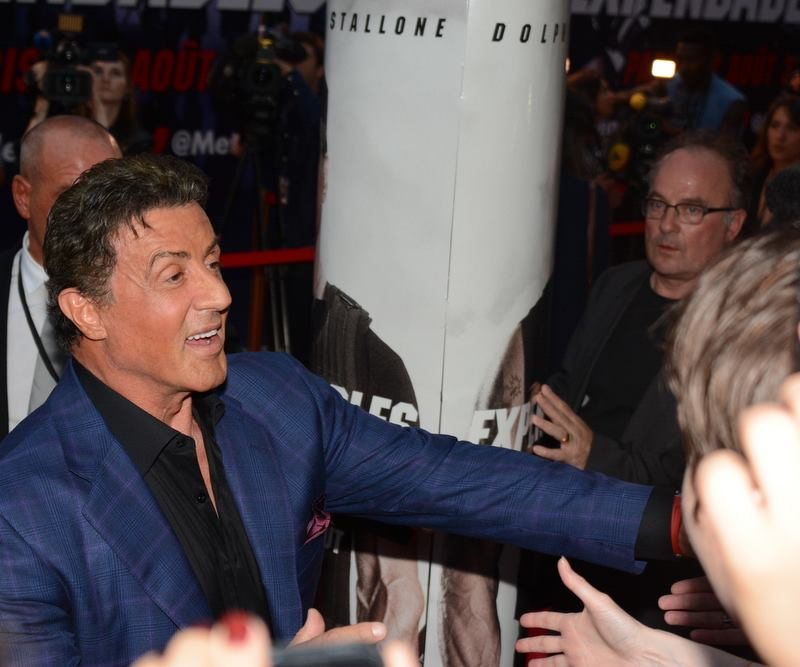
سيلفستر ستالون في العرض الفرنسي الأول للفيلم، أغسطس 2014.

تم إصدار المرتزقة 3 في 15 أغسطس 2014 في الولايات المتحدة وحقق حوالي 875,000 دولار أمريكي خلال وقت متأخر من ليلة الخميس وذلك من 2200 صالة سينمائية. وكان بذلك أفضل من أجزائه السابقة المرتزقة (870,000 دولار أمريكي) والمرتزقة 2 (685,000 دولار أمريكي) مع أن أول عرض للفيلم كان في السابعة مساءً في حين كان توقيت عرض الجزئين السابقين في منتصف الليل. حقق الفيلم 5.9 مليون دولار أمريكي في يومه الأول، وهذا أقل بكثير من يوم افتتاح المرتزقة (13 مليون دولار أمريكي) والمرتزقة 2 (10 مليون دولار أمريكي). حقق الفيلم 5.7 مليون دولار أمريكي في اليوم الثاني و4.2 مليون دولار أمريكي في يومه الثالث. كان السبب الرئيسي في انخفاض مبيعات تذاكر الفيلم هو تسرب الفيلم قبل ثلاثة أسابيع من موعد صدوره الرسمي.
في وقت لاحق تم إصدار الفيلم في الصين في 5 سبتمبر 2014 ووصل إلى المركز الأول في شباك التذاكر خلال أسبوعه الأول وحقق أرباحاً تقدر بـ 33.68 مليون دولار أمريكي من 231,836 شاشة عرض سينمائية.
حقق فيلم المرتزقة 3 ايرادات تقدر بـ 39,322,544 دولار أمريكي في شمال أمريكا و164,900,000 دولار أمريكي في المناطق الأخرى أما عالمياً فقد حقق أرباحاً تقدر بـ 204,222,544 دولار أمريكي.

### الإستقبال والنقد السينمائي
تلقى فيلم المرتزقة 3 مراجعات من النقاد تراوحت ما بين المختلطة والسلبية. على موقع الطماطم الفاسدة حصل الفيلم على نسبة 33% مع تقييم 4.8 من 10 على أساس 148 مراجعة. أشاد النقاد بلقطات الفيلم وأداء ميل غيبسون ولكنهم انتقدوا الحبكة، الحوار، وعدم وجود حس الفكاهة بالإضافة إلى تركيز الفيلم على أعضاء فريق المرتزقة الأصغر سناً على حساب الأعضاء الأصليين. حصل الفيلم على 35 نقطة من أصل 100 على موقع ميتاكريتيك بناءً على 35 مراجعة.

## التتمة
تم تأكيد وجود أجزاء جديدة من قبل الممثل بيرس بروسنان المعروف بتجسيده لدور العميل السري جيمس بوند حيث صرح بأنه اتفق مع المنتج آفي ليرنير للعمل في جزء قادم لفيلم المرتزقة. كما ادعى هولك هوجان عبر حسابه على تويتر بأنه سيكون في الجزء الرابع للفيلم.

## روابط خارجية
- الموقع الرسمي
- المرتزقة 3 على موقع IMDb (الإنجليزية)
- المرتزقة 3 على موقع ميتاكريتيك (الإنجليزية)
- المرتزقة 3 على موقع الموسوعة البريطانية (الإنجليزية)
- المرتزقة 3 على موقع روتن توميتوز (الإنجليزية)
- المرتزقة 3 على موقع نتفليكس (الإنجليزية)
- المرتزقة 3 على موقع قاعدة بيانات الأفلام العربية
- المرتزقة 3 على موقع ألو سيني (الفرنسية)
- المرتزقة 3 على موقع Turner Classic Movies (الإنجليزية)
- المرتزقة 3 على موقع أول موفي (الإنجليزية)
- المرتزقة 3 على موقع بوكس أوفيس موجو (الإنجليزية)